# MTC Namibia

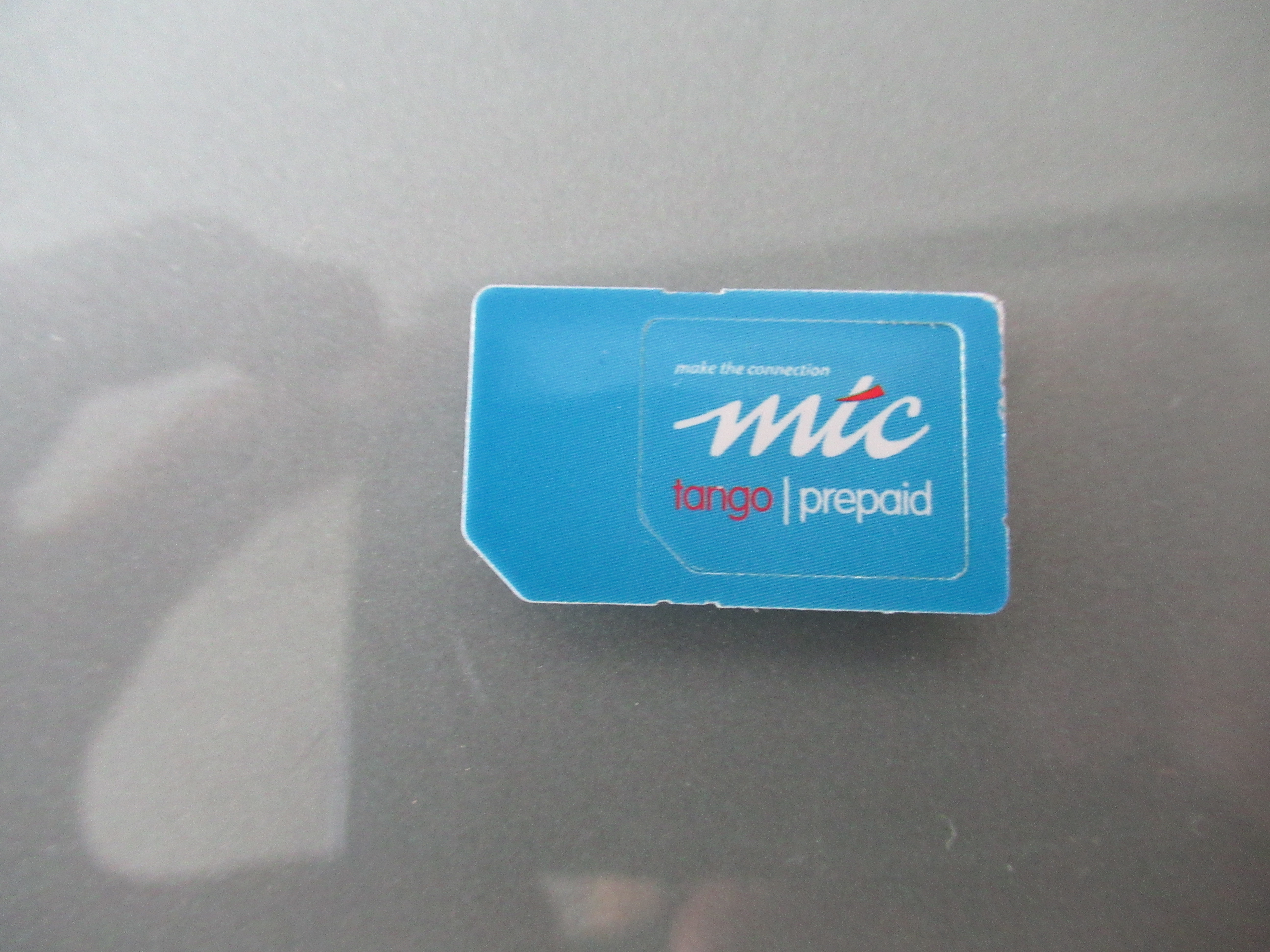
MTC-SIM-Karte (2016)

Mobile Telecommunications Limited (MTC) ist der größte  namibische Mobilfunkanbieter. Der Betrieb wurde 1995 aufgenommen und bis März 2007 hatte MTC ein Monopol. Das Unternehmen ist mehrheitlich in Staatshand.

## Hintergrund
MTC gilt als Innovationsunternehmen auf dem afrikanischen Kontinent. So war es das erste Unternehmen in Afrika, dass den Mobilfunkstandard LTE/4G 2012 und LTE-Advanced/4.5G 2016 einführte. 2018 wurde die Einführung des 5G-Standards, ebenfalls in Zusammenarbeit mit Huawei in Aussicht gestellt, bis Juli 2023 aber noch nicht realisiert.
MTC war 14 Jahre lang bis nach der Saison 2019/20, mit Ausnahme der Saison 2016/17, Hauptsponsor der Namibia Premier League und investiere mehr als 150 Millionen Namibia-Dollar.

## Besitzstrukturen
MTC war jahrelang zu 66 Prozent in staatlicher namibischer Hand (Namibia Post and Telecommunications Holdings) und gehörte zu 34 Prozent Samba Luxco aus Luxemburg. Bis 2004 waren 51 Prozent in Staatshand und 49 Prozent in Besitz der schwedischen Unternehmen Swedfund und Telia.
Die Übernahme der 34-Minderheitsprozente durch die staatliche namibische NPTH war 2018 geplant. Als Wettbewerbsauflage hatte die Kommunikationsregulierungsbehörde von Namibia den umgehenden Verkauf von 20 Prozent der Anteile an den staatlichen Pensionsfonds GIPF sowie die Platzierung von 29 Prozent der Anteile an der Namibischen Börse binnen eines Jahres gemacht.
Anfang September 2021 wurde der Börsengang für den 1. November des Jahres angekündigt. Insgesamt 49 Prozent der Anteile bzw. 367,5 Millionen Aktien wurden an private Anleger gehen. Hierdurch sollten 3,5 Milliarden Namibia-Dollar fließen. Schlussendlich wurden 299 Millionen Anteilsscheine zu einem Preis von insgesamt 2,541 Milliarden Namibia-Dollar abgegeben.

## Produkte und Kunden

Hauptsitz in Windhoek-Olympia (vor dem Umbau 2020)

MTC hat etwa 2,454 Millionen aktive SIM-Karten (2017) und damit mehr als Einwohner in Namibia. Die Netzabdeckung in der Bevölkerung liegt für 3G und 4G kombiniert bei 90 Prozent (Stand Q1 2023) und reicht von 99 Prozent in der Region Oshana bis zu 52 Prozent in der Region Kunene.
MTC betreibt ein GSM 900/1800 Netzwerk und unterstützt EDGE, UMTS sowie HSDPA und bietet zahlreiche Produktlösungen wie z. B. Homezone an.
Seit 2022 bietet MTC mit der Plattform MTCTV+ einen Video- und Audio-Streamingdienst an.